# Анна Михайловна
Анна Михайловна Романова, в постриге Анфиса (14 (24) июля 1630 — 27 октября (6 ноября) 1692) — русская царевна, дочь царя Михаила Федоровича и его второй супруги Евдокии Лукьяновны, младшая сестра царя Алексея Михайловича.

## Биография
«Новый летописец» о её рождении сообщает:

«В лето 7138 (1630) году, месяца июля в 14-й день, родилась у государя царя и великого князя Михаила Федоровича всея Русии»…

В числе грамот её деда патриарха Филарета есть «О рождении царевны Анны Михайловны».  Крестил её келарь Александр.
А. И. Манкиев рассказывает:

В году 1651, июля в 14 день, родилась Государю Царевна Анна Михайловна, которая потом пред смертию посприглась, имя во инокинях Анфисы приняв. Тогож году на Москве были великие пожары, так что едва не вся Москва выгорела, и толь сильные громы и вихри, что главы и кресты с церквей, с домов кровли ломало, и самые хоромы бурный ветр с места на другое переметывал.

Сведений о её жизни сохранилось крайне мало. Известно, что в 1654 году она покинула Москву вместе со всей царской семьёй из-за моровой язвы и отправилась в Троицкий Макарьев монастырь (г. Калязин). В 1689 году её племянница царевна Софья во время конфликта с братом Петром посылала тётку к царю. Так, Фуа де ла Нёвилль пишет: «Царевна также поддержала этот запрет. Но стрельцы не придали ему большого значения и явились в Троицу, чтобы убедить Петра в своей верности. Рассудив об этом и узнав, что большая часть бояр перешла на сторону Петра, она решила примириться с ним. Ввиду этого она послала к своему брату двух своих тёток по отцу, царевен Анну Михайловну, Татьяну Михайловну и одну из своих сестёр, Марфу Алексеевну».
Незадолго до смерти, 18 (28) октября 1692 года, постриглась в монахини под именем Анфисы в Успенской церкви Московского кремля. Летописец писал: "а из хором её провожали в ту церковь — царь Иван Алексеевич и царица Прасковья Фёдоровна, а после пострижения — великая государыня, благородная царевна изволила быть той церкви в трапезе до шествия своего в Вознесенский монастырь". Здесь она скончалась через несколько дней.

### Захоронение
Была похоронена в Вознесенском соборе Вознесенского монастыря; в 1929 году в связи со сносом Вознесенского монастыря её захоронение, как и захоронения других великих княгинь и цариц, было перенесено в подклет южной пристройки кремлёвского Архангельского собора.
Надпись на её надгробии гласит:
Лета 7201 году октября в 27 день в среду против четвертка в пятом часу нощи на память святаго мученика Нестора преставися раба Божия благовернаго и благочестиваго великого государя царя и великого князя Михаила Феодоровича всея России самодержца и благоверныя и благородныя великия государыни царицы и великие княгини Евдокии Лукиановны дщерь благоверная великая государыня царевна и великая княжна Анна Михайловна во иноцех Анфиса а погребена на сем месте октября 28 числа.
Её захоронение в 2006 году было исследовано. Отчёт исследовательской группы о найденных в её гробнице предметах гласит: «Много сложных вопросов пришлось решать, реставрируя иноческое облачение царевны Анны Михайловны. Шерсть вообще плохо сохраняется в саркофагах, поэтому огромная мантия царевны имела большие утраты. И все же удалось закрепить даже 42 складки, украшавшие мантию на спине». «Для закрепления ветхой, осыпающейся, частично утраченной ткани пришлось сдублировать (закрепить) её на плотный газ, а сверху перекрыть, особенно в ветхих местах, тонким газом (шелком)». Также в погребении был найден деревянный крестик. Среди отреставрированных предметов монашеской одежды из захоронения царевны наибольший интерес представляет её головной убор — камилавка.